# 德氏乳杆菌
德氏乳杆菌属于乳杆菌属细菌，细胞为杆状，0.5~0.8×2~9μ，该类细菌可以通过糖酵解途径将己糖发酵为乳酸，但不能发酵戊糖和葡萄糖酸。德氏乳杆菌属于嗜热型微生物，能在45℃以上的环境中生长，被广泛用于乳品发酵中。在麦芽汁糖化液内，繁殖旺盛，但造酸力很大，故培养中需要添加碳酸钙，以防止酸性较大导致的菌体死亡。